# 조지 버니
조지 버니(George Bunny, 1867년 7월 13일 ~ 1952년 4월 16일)는 미국의 배우이다.

## 영화
- 톨 타겟 (1951년)
- 썸머 스톡 (1950년)
- 쉐인 온 하베스트 문 (1944년)
- 니커보커 홀리데이 (1944년)
- 로빈 훗의 모험 (1938년)
- 잃어버린 세계 (1925년) - 콜린 맥카들 역